# Системы расчётов по банковским картам
Система расчетов по банковским картам — платёжная система, объединяющая банкоматы различных банков.
Обычно банкоматы банка, выпустившего платежную банковскую карту, предоставляют расширенную функциональность, в то время как при работе с банкоматами других банков, объединённых системой расчёта, предоставляются только базовые услуги: просмотр баланса и получение наличных.
Системы расчётов бывают глобальные, которые охватывают большинство стран, и национальные, действующие в рамках одной страны.
К глобальным системам относятся:
- PLUS, VISA
- MasterCard
- Cirrus, Maestro
- China UnionPay
- JCB
- МИР

К национальным системам относятся:
- Cartes Bancaires или «СВ» — Франция,
- Quick и Bancjmat — Австрия,
- Multibanco — Португалия,
- Армениан Кард — Армения,
- Белкарт — Беларусь,
- Простир — Украина,
- Золотая Корона — Россия и другие страны СНГ,
- НСПК — Россия
- HUMO, UzCard — Узбекистан